# Jean-Baptiste Tavernier de Boullongne de Préninville
Pour les articles homonymes, voir Tavernier et Boullongne.
Jean-Baptiste Tavernier de Boullongne de Préninville, né le 7 septembre 1749 à Paris et mort guillotiné le 8 mai 1794, est un financier français.

## Biographie
Fils de Philippe Guillaume Tavernier de Boullongne de Préninville (1712-1787) et de Marguerite Félicienne Jogues de Martinville, son père était receveur général de la généralité de Poitiers (1748-1787), ancien receveur des finances à Paris (1761) et fut fermier général (1759-1787). Son grand-père, Guillaume Tavernier de Boullongne, fils d'un bourgeois de Clermont, fut directeur des gabelles d'Orléans (1695/1710), fermier général (1715 à 1718), secrétaire du Roi (1721, anobli), contrôleur en Chancellerie de la Chambre des comptes de Dole.
Il eut pour parrain Jean-Baptiste de Machault d'Arnouville (Contrôleur général des finances) et pour  marraine la Marquise de Pompadour. Il fut Seigneur de Magnanville, reçu conseiller à la 2e chambre des requêtes du Parlement de Paris le 9/1/1770, trésorier général de l'extraordinaire des guerres de 1772 à 1779 , fermier général à la suite de son père en 1787.
Il épouse en 1773 Louise Jeanne Josèphe Walckiers de Tronchienne. Le couple aura trois enfants entre 1774 et 1778  dont l’aîné, un garçon Auguste Louis Joseph.
A peine installé Trésorier de l'extraordinaire Jean Baptiste mena grand train se livrant à des dépenses exagérées malgré sa grosse fortune. Multipliant les billets à ordre il fut rapidement face à un déficit considérable qu'il chercha à combler en spéculant et jouant à la Loterie Royale de France des sommes toujours plus importantes. Informé de cette situation, son père combla immédiatement le déficit à hauteur de 1 500 000 livres à condition que son fils soit immédiatement démis de sa charge et qu'il quitte la France pour plusieurs années avec une pension de 1000 livres par mois. Son père exigea en outre qu'il se séparât de sa femme et abandonne ses trois enfants; les deux filles à leur mère, le fils à son grand-père.
En 1787, M. de Préninville  décède, son fils rentre en France et succède à son père dans sa fonction de  fermier général début 1788. Jean Baptiste reprend la vie conjugale.  Malgré la diminution de sa fortune, Jean-Baptiste continue des mener grand train. Le 28 mars 1791 il vend le domaine de Magnanville, si cher à son père, moyennant 60 000 livres de rentes sur la Ville de Paris et  20 000 francs de pots de vin ou trousseau pour chacune de ses deux filles.
Ouvert au changement, il se fit recevoir dès la fin de 1789 à la société des Amis de La Constitution plus connue ensuite sous le nom de Club des jacobins qui regroupait l'élite sociale et intellectuelle du Tiers Etat et de jeunes représentant de la noblesse ouverts aux idées nouvelles de monarchie constitutionnelle.

### Fermier général
Peu soucieux de la vie de bureau et des affaires, c'est sans enthousiasme qu'il avait pris en 1787  la survivance de son père comme fermier, dès 1790 il cherche à se débarrasser de cette charge qu'il cède à son cousin germain Jean Baptiste Chicoyneau de La Valette. La gabelle  est abolie le 20 mars 1791, de facto la Ferme générale n'existe plus. C'est une sorte de marché de dupe qu'a accepté Jean Baptiste Chicoyneau. Dès la décision de la Convention de faire arrêter les Fermiers Jean Baptiste obtint de son cousin de reprendre sa place et sera arrêté. Chicoyneau de La Valette qui n'avait figuré  sur aucune liste des fermiers du bail Mager, sera néanmoins également arrêté, mais ne sera pas déferré devant le tribunal révolutionnaire. Jean Baptiste Boullongne, qui avait figuré sur les listes des fermiers de 1788 et 1789, n'avait eu qu'une présence éphémère et aucune responsabilité particulière. Dans son ouvrage consacré à cette famille, Le Comte Amédée Caix de Saint Amour indique qu'il n'avait été fermier que de nom et pour quelques instants. Il fera néanmoins partie des 28 condamnés et exécutés du 19 floréal an II (8 mai 1794)). Tous moururent dignement et sans faiblesse à l'exception de Jean Baptiste qui " fut conduit à l'échafaud dans un état pitoyable"